# Ourtzagh

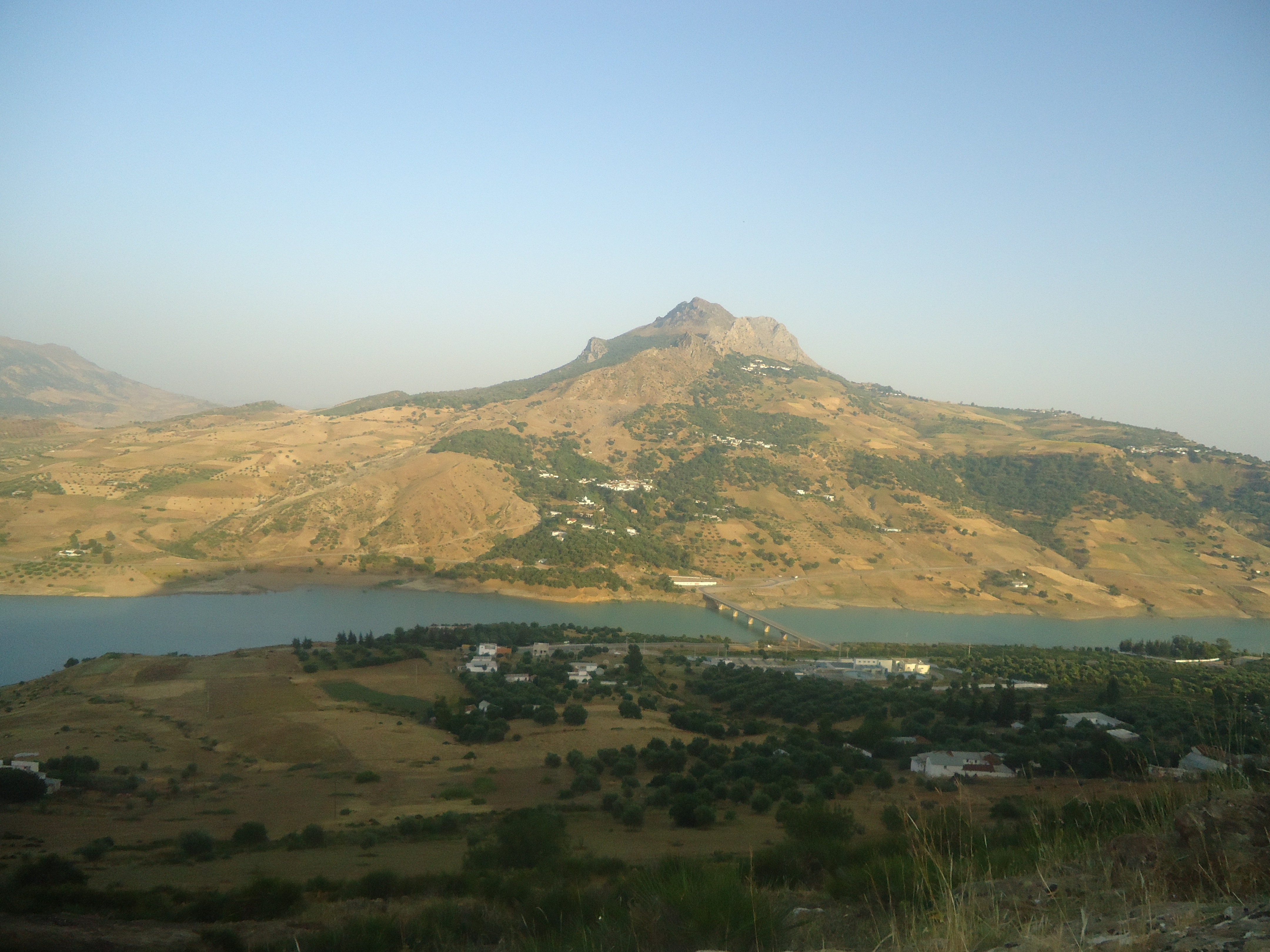
Paysage à Ourtzagh

Ourtzagh est une commune rurale du Maroc qui dépend de la province de Taounate et de la région de Fès-Meknès.

## Ourtzagh
Ourtzagh est située au nord du Maroc, au bord du barrage El-Wehda, à 90 km de Fès et à 40 km de Taounate. On peut y trouver le grand souk du samedi, quelques cafés, des boutiques et des téléboutiques. Le barrage est une importante réserve d'eau, où on peut aussi faire du camping.
On y cultive l'olivier et le figuier. La commune dispose d'une école et d'une mosquée. Aux alentours de cette commune, on trouve uniquement la campagne. Il y a également de nombreuses habitations dépendant de Ourtzagh.

## Démographie
De 1994 à 2004, sa population est passée de 15 266 à 15 216 habitants.